# Кашинета (Новара)
Кашинета је насеље у Италији у округу Новара, региону Пијемонт.
Према процени из 2011. у насељу је живело 399 становника. Насеље се налази на надморској висини од 286 м.